# Hans Pausch (Fußballspieler)
Hans Pausch (* 9. September 1957) ist ein ehemaliger deutscher Fußballspieler.

## Werdegang
Pausch spielte in der Jugend vom SV Parkstein, SpVgg Weiden und dem 1. FC Nürnberg. Beim Club schaffte er dann den Sprung ins Profigeschäft. In der Saison 1977/78 lief er das erste Mal in der 2. Bundesliga auf. Er gab sein Debüt bereits am 1. Spieltag und schaffte es, sich in der Startformation des Clubs festzusetzen. Er absolvierte 35 Spiele und erzielte vier Tore. In der Südstaffel wurde Platz zwei belegt. Der Aufstieg in die Bundesliga rückte in greifbare Nähe, es fehlte lediglich ein Erfolg in der Relegationsrunde. Nürnberg traf auf Rot-Weiss Essen und setzte sich mit einem Sieg und einem Unentschieden durch. Pausch kam nicht zum Zuge, auch in seiner anschließenden Zeit bei Nürnberg wurde er nur selten eingesetzt. Er absolvierte lediglich vier Erstligaspiele sowie nach dem sofortigen Wiederabstieg einen Einsatz in der 2. Liga. Im November 1979 wechselte er zum MTV Ingolstadt, später spielte er erneut für die SpVgg Weiden.

## Sonstiges
Er absolvierte eine Lehre als Postbote.